# Cuculiphilus platygaster
Cuculiphilus platygaster är en insektsart som först beskrevs av Christoph Gottfried Andreas Giebel 1874.  Cuculiphilus platygaster ingår i släktet Cuculiphilus och familjen fjäderlöss. Inga underarter finns listade i Catalogue of Life.